# 1123 dans les croisades
Cette page regroupe les évènements concernant les Croisades qui sont survenus en 1123 : 
- mars-avril : le concile de Latran accorde des privilèges aux croisés[1].
- 18 avril : Baudouin II, roi de Jérusalem, est capturé par Balak l'Ortoquide et emprisonné à Kharpout[2].
- mai : Eustache Grenier, régent du royaume de Jérusalem, repousse une invasion fatimide[3].
- 15 juin : mort de Eustache Grenier, comte de Sidon et seigneur de Césarée.Guillaume Ier de Bures devient régent du royaume, et ses fils Géraud Grenier et Gautier Grenier deviennent respectivement comte de Sidon seigneur de Césarée
- août : Cinquante arméniens d'Edesse se rendent déguisés à Kharpout, massacrent la garnison et font libérer Josselin de Courtenay